# Charles Barton
Charles Barton (ur. 25 maja 1902 w San Francisco, zm. 5 grudnia 1981 w Burbank w Kalifornii) – amerykański reżyser, aktor i producent filmowo-telewizyjny.